# Staibia connari
Staibia connari är en svampart som beskrevs av Bat. & Peres 1966. Staibia connari ingår i släktet Staibia och familjen Leptopeltidaceae.   Inga underarter finns listade i Catalogue of Life.